# NPB・BIS
NPB・BIS（エヌ・ピー・ビー・ビス）とは、日本野球機構（Nippon Professional Baseball）のプロ野球データベース・システムの略称である。BISはBaseball Information System（ベースボール・インフォメーション・システム）の略称である。

## 概要
1989年シーズンから運用を開始。以前の紙だけの記録からデジタルでの記録に変更し、試合ごとに公式記録員がパソコンで試合経過をリアルタイムに記録する。
導入当初は日本アイ・ビー・エムと業務提携し「IBM・BIS」として運営されていた。IBMによるスポンサー期間終了後は、電通がプロジェクトマネジメントを担当。1998年から、電通が共同通信社を通じて速報データを各報道機関に提供開始。主なユーザーは新聞社やテレビ局などの報道機関だが、データは各球団にも提供されている。
NPB-BISはオフコンを使用したシステムだったため機能追加や拡張性、また運用ルールや改修点が文書化されていないなどの課題、加えて公式記録のデータを活かした新事業の創出等を目的に2011年、NPB内部で刷新に向けた議論がスタートした。その後一部の球団から「運用・配信が独占排他的」であるとの意見が出され、2012年にNPB-BISの刷新を決定し、新システムを2013年から導入する計画が浮上した。そのためNPBは電通に2012年限りの単年契約への短縮を申し入れたが、電通はコンピューターのリース期限である2014年までの3年契約を主張したため、NPBは電通に対して単年度契約に応じるよう東京地裁に仮処分を求める事態に発展。その後NPBがこの仮処分を取り下げ、電通からシステムを買い取り、2013年から伊藤忠テクノソリューションズが運用を続けている。
同年開発プロジェクトがスタートし、2016年のオープン戦から新しいNPB-BISの稼働が開始した。
データ入力を担うのはNPB公式記録員で1軍と2軍のすべての公式戦に分かれて立ち会い試合を記録する。1軍の試合では2名の記録員が立ち会い、1名がスコアカードを記入し、1名がNPB-BISにデータを入力する。
このシステムは日本のプロ野球の全ての公式戦の各種試合記録、並びに個人記録をコンピュータにデータベースとして収録し、各報道関係機関に提供している他、一般にも選手名鑑などの書籍類、あるいは機構公認のゲームソフトなどにも幅広く利用されている。
またこれを基とした表彰「IBMプレイヤー・オブ・ザ・イヤー賞」が2001年まで行われた。